# Lakåssjön
Lakåssjön är en sjö i Härjedalens kommun i Härjedalen och ingår i Dalälvens huvudavrinningsområde. Sjön har en area på 0,149 kvadratkilometer och ligger 734,2 meter över havet.

## Delavrinningsområde
Lakåssjön ingår i det delavrinningsområde (689711-135549) som SMHI kallar för Mynnar i Uggbäcken. Medelhöjden är 797 meter över havet och ytan är 10,44 kvadratkilometer. Det finns inga avrinningsområden uppströms utan avrinningsområdet är högsta punkten. Vattendraget som avvattnar avrinningsområdet har biflödesordning 4, vilket innebär att vattnet flödar genom totalt 4 vattendrag innan det når havet efter 506 kilometer. Avrinningsområdet består mestadels av skog (74 procent) och sankmarker (22 procent). Avrinningsområdet har 0,44 kvadratkilometer vattenytor vilket ger det en sjöprocent på 4,2 procent.